# Grande acedrex

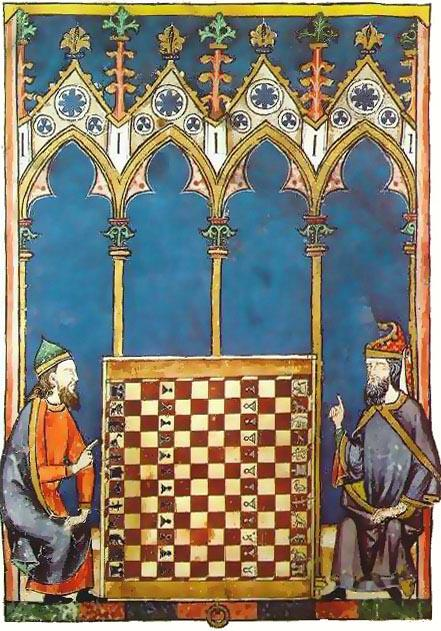
Ilustración del juego en el Libro de los juegos.

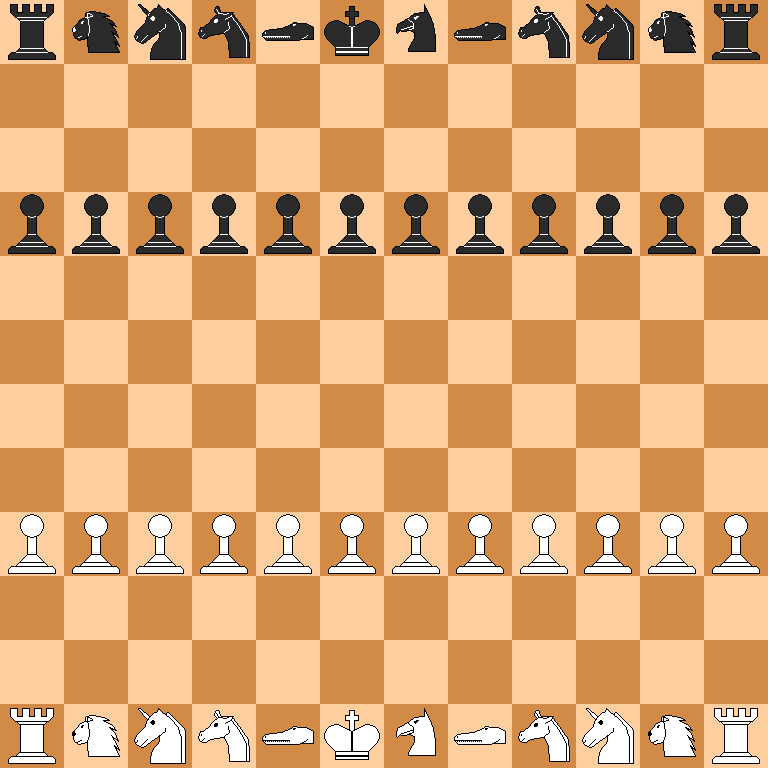
Diagrama de la posición inicial del juego.

El grande acedrex es una variante del ajedrez mencionada por Alfonso X en el Libro de los juegos. El juego es mencionado por David Pritchard en sus libros.

## Piezas y posición de apertura
El grande acedrex se juega en un tablero de doce por doce casillas. Cada jugador tiene 12 peones, un rey, un grifo, dos cocodrilos, dos jirafas, dos unicornios o rinocerontes, dos leones, y dos torres.
Cada jugador tiene a los 12 peones en la cuarta fila desde su punto de vista. Las torres van en las puntas del tablero, los leones en el segundo y undécimo escaque en el lado de cada jugador, los unicornios en el tercero y décimo, las jirafas en el cuarto y noveno, y los cocodrilos en el quinto y octavo. El rey blanco está en el escaque central izquierdo del lado del jugador que tiene las piezas blancas, y el negro está en el escaque central derecho para el jugador con piezas negras. En el escaque central restante, cada jugador tiene su grifo.

## Movimientos
Estos son los movimientos de cada pieza:
- Rey: Se mueve como el rey moderno, un escaque en cualquier dirección, pero en su primer movimiento puede saltar dos escaques en cualquier dirección.

- Grifo: Puede moverse un escaque en diagonal, seguido de un movimiento ortogonal de cualquier cantidad de escaques, también puede sólo moverse un escaque en diagonal. No puede saltar sobre otras piezas, y el camino que sigue tiene que comenzar con el movimiento diagonal y no debe estar obstruido.

- Unicornio: Su primer movimiento debe ser el de un caballo moderno, y en él no puede capturar ninguna pieza. Luego del primer movimiento, se mueve como un alfil moderno.

- León: Salta tres escaques en cualquier dirección. Puede saltar sobre otras piezas.

- Jirafa: Se mueve un escaque verticalmente y luego cuatro horizontalmente, o un escaque horizontalmente y luego cuatro verticalmente.

- Cocodrilo: Se mueve como el alfil moderno.

- Torre: Se mueve como la torre moderna.

- Peón: Se mueve como el peón moderno, pero no tiene doble movimiento inicial.

No hay enroque.

## Promoción
Cuando un peón llega a la última fila del tablero, promociona al tipo de pieza que estaba en aquel lugar en la posición inicial, excepto cuando llega al escaque inicial del rey, en tal caso promociona a un grifo.

## Objetivo
El objetivo es hacer jaque mate al rey contrario. No se conocen las reglas exactas sobre el ahogado y sobre qué pasa cuando al oponente no le queda más que el rey. Es de suponer que se aplican las reglas del shatranj en este caso, es decir, el que ahoga al oponente gana, y el que le quita todas las piezas al oponente excepto el rey también, a menos que el oponente pueda hacerle lo mismo a uno en un movimiento.